# ESPON
Europejska Sieć Obserwacyjna Rozwoju Terytorialnego i Spójności Terytorialnej, ESPON (ang. European Observation Network for Territorial Development and Cohesion) – program badawczy dotyczący rozwoju przestrzennego Europy. Program jest finansowany ze środków Programu Inicjatywy Wspólnotowej Interreg III oraz przez państwa członkowskie Unii Europejskiej oraz Islandię, Liechtenstein, Norwegię i Szwajcarię.
W Polsce instytucją zajmującą się koordynacją programu ESPON jest Krajowy Punkt Kontaktowy Programu ESPON prowadzony przez Centrum Europejskich Studiów Regionalnych i Lokalnych (EUROREG) na Uniwersytecie Warszawskim.